# José Ramón Yepes
José Ramón Yepes (n. 9 decembrie 1822, Maracaibo, Venezuela – d. septembrie 1881, Maracaibo, Venezuela) a fost un om politic și poet venezuelean. Căpitan de marină, a avut mai multe funcții publice, fiind mereu fidel idealurilor de libertate. Din acest motiv a luptat împotriva dictaturii lui José Tadeo Monagas și a trebuit să plece în exil. Adevărata faimă a obținut-o datorită poeziilor lirice, care l-au plasat între cei mai mari poeți venezueleni.

## Operă
- Muerte de una niña (Moartea unei fetițe) 1846
- La medianoche (Jumătatea nopții)1848
- Nieblas (Cețuri) 1852
- Legende: Iguaraya și Anaida 1874.